# اندری پولتوتسف
اندری پولتوتسف (اوکراینی: Андрій Юрійович Полтавцев؛ زادهٔ ۷ دسامبر ۱۹۹۱) بازیکن فوتبال اهل اوکراین است.
از باشگاه‌هایی که در آن بازی کرده‌است می‌توان به باشگاه فوتبال زوریا لوهانسک اشاره کرد.